# Mieke Bal
Mieke Bal (n. Heemstede, 14 de marzo de 1946) es una teórica y crítica holandesa, una de las más importantes representantes del análisis cultural y de los estudios visuales. 
Es profesora emérita de la cátedra de Teoría Literaria de la Universidad de Ámsterdam. Anteriormente, también fue profesora de la Real Academia de Artes y Ciencias de los Países Bajos, cofundadora de la Escuela de Análisis Cultural de Ámsterdam en la Universidad de Ámsterdam y rectora del Instituto de Estudios Culturales de Ámsterdam.
Ha recibido tres doctorados honoris causa, por la Universidad Linneo de Suecia, la Universidad de Lucerna, en Suiza y por la Universidad de Murcia, España. También ha sido nombrada Doctora Honoraria por la Universidad de las Artes de Londres. Sus áreas de investigación abarcan desde la antigüedad bíblica y la clásica hasta el siglo XVII, así como el arte contemporáneo, la cultura visual, la literatura moderna, el feminismo y las migraciones culturales.
Ha publicado más de 45 libros sobre literatura y arte, el análisis cultural, la teoría literaria, la historia del arte, el feminismo, la cultura migratoria y el arte político, con un interés permanente por la narrativa.
Como video artista, su obra se centra especialmente en la creación de documentales experimentales. Esporádicamente y de manera independiente, lleva a cabo también labores de conservación en el terreno artístico.

## Carrera
Mieke Bal se licenció en francés en 1969 en la Universidad de Ámsterdam. Bajo la supervisión del profesor Jan Kamerbeek, hizo el doctorado en literatura comparada y francés en la Universidad de Utrecht (1977), donde más tarde fue profesora de semiótica y estudios de la mujer entre 1987 y 1991. También ocupó la cátedra de la sección de literatura comparada y fue profesora de estudios de la mujer en la Universidad de Rochester (1987–1996), compaginándolo con la posición de profesora de teoría de la literatura en la Universidad de Ámsterdam, donde trabajó hasta 2001. Entre 1993 y 1995 Bal fundó el Instituto de Estudios Culturales de Ámsterdam, un centro de investigación y escuela de doctorado dedicada al estudio desde un punto de vista comparativo e interdisciplinar de la cultura.
En 2005 la Royal Netherlands Academy of Arts and Sciences galardonó a Bal con una beca muy prestigiosa, normalmente dada a investigadores con una amplia trayectoria y grandes descubrimientos durante la misma. La academia alabó la aproximación personal hacia la teoría de la literatura y las artes visuales como "altamente innovadora y con una creatividad excepcional". También integra la Real Academia de Artes y Ciencias de los Países Bajos, la Academia Noruega de Ciencias y Letras y la Academia Estadounidense de las Artes y las Ciencias.
Además de su trayectoria prolífica como académica, Bal ha sido una profesora excepcional. Ha supervisado a más de ochenta doctorandos en ámbitos de investigación muy diversos. Ha publicado decenas de libros y textos académicos a través de los cuales presenta y divulga sus investigaciones sobre cultura antigua y clásica, arte moderno, literatura contemporánea, cultura visual, feminismo, enfermedades mentales y cultura migratoria. 
En Conceptos viajeros en las humanidades: una guía aproximada (2002), Bal explora el despliegue de conceptos en el análisis cultural interdisciplinario. En una serie de estudios de casos, Bal evita metodologías más convencionales basadas en un paradigma o disciplina única a favor de un reexamen abierto de conceptos a medida que 'viajan' entre disciplinas, períodos históricos y contextos (culturales). 
También completó una trilogía de obras sobre arte político. Allí busca explicar cómo el arte puede ser políticamente efectivo sin abrazar causas políticas particulares. En cada uno de estos libros, se centra en la obra de un artista individual y su medio de elección.

## Publicaciones traducidas al español
- 1985: Teoría de la narrativa (una introducción a la narratología)
- 2006: Un lector de Mieke Bal
- 2006: Una casa para el sueño de la razón (ensayo sobre Louise Bourgeois)
- 2009: Narratología: el estudio de los elementos fundamentales en la narración
- 2009: Conceptos viajeros en las Humanidades. Una guía de viaje
- 2014: De lo que no se puede hablar: el arte político de Doris Salcedo
- 2016: Tiempos trastornados. Análisis, historias y políticas de la mirada
- 2020: Don Quijote Tristes Figuras / Don Quijote Sad Countenances
- 2020: Contaminaciones: leer, imaginar, visualizar
- 2021: Lexicón para el análisis cultural
- 2021: Figuraciones. Cómo la literatura crea imágenes

## Publicaciones
- 1974: "La Complexité d'un roman populaire: ambiguité dans La Chatte" ("La complejidad de una novela popular: ambigüedad en La gata").
- 1977: "Narratologie: essais sur la signification narrative dans quatre romans modernes" ("Narratología: ensayos acerca de la significación narrativa en cuatro novelas modernas").
- 1979: "Mensen van papier: over personages in de literatuur" ("Gente de papel: sobre personajes literarios").
- 1980: "De theorie van vertellen en verhalen"
- 1980: "Literaire genres en hun gebruik"
- 1980: "Inleiding in de literatuurwetenschap" (met Jan van Luxemburg en Grietje van Ginneken)
- 1980: En Sara in haar tent lachte-- : patriarchaat en verzet in bijbelverhalen
- 1985 (reeditado en 1997: "Narratology: introduction to the theory of narrative" ("Narratología: introducción a la teoría de la narrativa").
- 1986: "De theorie van vertellen en verhalen: inleiding in de narratologie"
- 1986: "Femmes au risque d'une narratologie critique"
- 1987: "Murder and difference: gender, genre, and scholarship on Sisera's death"
- 1987: "Lethal Love: Feminist Literary Readings of Biblical Love Stories"
- 1988: "Death and Dissymmetry: The Politics of Coherence in the Book of Judges"
- 1988: "Verkrachting verbeeld. Seksueel geweld in cultuur gebracht"
- 1988: Verf en verderf. Lezen in 'Rembrandt'
- 1991 (reedición en 1994):  "Reading 'Rembrandt': Beyond the Word-Image Opposition"
- 1994: "On Meaning-Making: Essays in Semiotics"
- 1995: "Meurtre et différence. Méthodologie sémiotique de textes anciens"
- 1996: "Double Exposures: The Subject of Cultural Analysis"
- 1997: "The Mottled Screen: Reading Proust Visually"
- 1997: "Images littéraires, ou comment lire visuellement Proust"
- 1998: "Hovering Between Thing and Event: Encounters with Lili Dujourie"
- 1998: "Hovering Between Thing and Event: Encounters with Lili Dujourie"
- 1998: "Schweben zwischen Gegenstand und Ereignis: Begegnungen mit Lili Dujourie (Duitse vertaling door Silvia Friedrich Rust)"
- 1999: "Quoting Caravaggio: Contemporary Art, Preposterous History"
- 1999: "Herausgeberin, The Practice of Cultural Analysis: Exposing Interdisciplinary Interpretation"
- 2001: "Looking In: The Art of Viewing"
- 2000, 2002: "Kulturanalyse (Duitse uitgave met een nawoord van Thomas Fechner-Smarsly en Sonja Neef)"
- 2001: "Louise Bourgeois' Spider"
- 2002: "Travelling Concepts in the Humanities: A Rough Guide"
- 2006: "A Mieke Bal reader"
- 2008: "You do what you have to do". En: "Krisis Tijdschrift voor actuele filosofie", 2008, vol. 1.